# Liora Simon
Liora Simon is een Israëlische zangeres, haar artiestennaam is gewoon Liora. Ze werd eind jaren 60 geboren.
Haar eerste album in 1994 stond op één in de Israëlische hitparade.
In 1995 nam ze deel aan Kdam Eurovision de Israëlische preselectie voor het Eurovisiesongfestival. Het lied Amen werd geschreven door Moshe Datz die in 1991 samen met zijn vrouw Orna 3de werd op het songfestival in Rome. Liora won met grote voorsprong en verzamelde 82 punten van de 84 die er maximum te rapen vielen. Er was wel commotie geweest, het Duo Datz wilde het lied toch zelf brengen omdat ze er zeker van waren hiermee het songfestival te winnen. Toen Liora won vroeg ze Moshe en Orna mee op het podium voor de reprise.
In Dublin, de gaststad van het songfestival, verscheen Liora als een van de grote favorieten aan de start. Uiteindelijk werd ze 8ste.
Liora was ook getrouwd en had 2 kinderen maar haar huwelijk mislukte. Ze keerde terug naar haar ouders en haar carrière leek zo goed als voorbij. Toevallig leerde ze een manager kennen die haar terug in de spotlight bracht, maar niet in dat van Israël maar wel Zuid-Amerika. Ze pendelt tussen de Zuid-Amerikaanse landen waar ze een grote vedette is en haar thuisland waar niemand haar nog kent.
1973: Ilanit · 
1974: Poogy · 
1975: Shlomo Artzi · 
1976: Chocolad Menta Mastik · 
1977: Ilanit · 
1978: Izhar Cohen & The Alphabeta · 
1979: Gali Atari & Milk and Honey · 
1981: Hakol Over Habibi · 
1982: Avi Toledano · 
1983: Ofra Haza · 
1985: Izhar Cohen · 
1986: Moti Giladi & Sarai Tzuriel · 
1987: Lazy Bums · 
1988: Yardena Arazi · 
1989: Gili & Galit · 
1990: Rita · 
1991: Duo Datz · 
1992: Dafna Dekel · 
1993: The Shiru Group · 
1995: Liora · 
1998: Dana International · 
1999: Eden · 
2000: Ping Pong · 
2001: Tal Sondak · 
2002: Sarit Hadad · 
2003: Lior Narkis · 
2004: David D'Or · 
2005: Shiri Maimon · 
2006: Eddie Butler · 
2007: Teapacks · 
2008: Bo'az Ma'uda · 
2009: Noa & Mira Awad · 
2010: Harel Skaat · 
2011: Dana International · 
2012: Izabo · 
2013: Moran Mazor · 
2014: Mei Finegold · 
2015: Nadav Guedj · 
2016: Hovi Star · 
2017: Imri Ziv · 
2018: Netta Barzilai · 
2019: Kobi Marimi · 
2021: Eden Alene · 
2022: Michael Ben David · 
2023: Noa Kirel · 
2024: Eden Golan · 
2025: Yuval Raphael